# Троицкое (сельское поселение деревня Брюхово)
Троицкое — деревня в Медынском районе Калужской области России, входит в состав сельского поселения «Деревня Брюхово». До упразднения уездно-губернского деления волостной центр  Троицкой волости.

## Название
Илемъ — старинное название вяза
В 1782 году село называется Алемна. 

## География
Находится в северо-восточной части области, на административной границе Медынского и Боровского районов. Стоит на слиянии рек Бычёк и речки Илеменке (Алеменке), что дала первое имя деревне — Илемна(Алемна).

## История
Центр древней волости Илемна.

### XV век
В XV веке земледельческое и промысловое село Илемна относилось к Верейскому уезду и было центром стана Илемна.
В первой четверти XV века село Илемна принадлежало князю Петру Дмитриевичу, сыну Дмитрия Донского. Волость получил он из земель своего брата, можайского князя Андрея Дмитриевча.
В 1455—1456 годах Илемна принадлежало княгине Евфросинии Полуектовной Дмитровской, жене князя Петра Дмитриевича.
В грамоте конца 1450—1470-х годов волоцкого князя Бориса Васильевича упоминается, что крестьяне беспошлинно прогоняли плоты «к монастырю» и Малый Ярославец.
В 1466—1467 года Иван III передал Илемну Троице-Сергиевскому монастырю, а жалованной грамотой 1467—1468 годов разрешил «крестьянам, селчанам и древлянам» Илемны «сечи дрова и брёвна ронити» в своих лесах.
В 1467—1474 годах князь Андрей Васильевич Большой даровал волости Илемна, что в землях князя верейского Михаила Андреевича, право беспошлинного проезда и провоза.
В 1487 году он же позволил илеменским крестьянам в свой Передельский лес «ездити по дрова и по бревна и иное им надо будет в лесе» .

### XVI век
В 1546 году верейский князь Владимир Андреевич повелел городскому приказчику Бурцову приостановить на год наряд подвода на Верейский ям с Илеменской волости Троице-Сергиева монастыря по случаю строительства каменной ограды.
В 1592 году упоминается в Кормовой книге Троице-Сергиевского монастыря как село Илемна, а к нему сёл и деревень 42, 101 вытей 10 и полдесяти выти, в письменных книгах 8 сох, два корма (праздничные трапезы для братии) средние по князю Петру.
В конце века в селе строится каменная Георгиевская церковь.

### XVIII век
При селе Алемна:  Георгиевский приселок, деревни — Валютино, Левино, Никитское, Романово, Лутовиново, Брюхово, Новая, Павлищево, Нероново, Водрино, Сазоново, Ольховка. После секуляризационной реформы Екатерины II от 1764 года, село больше не принадлежит Троице-Сергиевскому монастырю, а числится за Коллегией экономии (Экономическое ведомство). При селе — деревянная церковь живоначальной Троицы.

### XIX век
В 1859 году Троица-Алемана (Троицка-Илемна) — казённое село, с одной церковью при речке Быковке, по левую сторону тракта Медынь-Верея, 2-го стана Медынского уезда, 40 дворов.

## Население
| 2002 | 2010 |
| ---- | ---- |
| 19   | ↘14  |

## Инфраструктура
Личное подсобное хозяйство с зоной сельскохозяйственного использования, индивидуальная застройка усадебного типа.

## Транспорт
В 1864 году село Алемны лежало на этапной дороге № 15 (Медынь-Верея).
Деревня доступна автотранспортом. 